# IM Normae
IM Normae är en rekurrent nova i västra delen av stjärnbilden Vinkelhaken och en av endast tio som är kända i Vintergatan. Den har haft utbrott 1920 och 2002 och nått magnituden 8,5 från dess basnivå på magnitud 18,3. Den var dock dåligt övervakad efter det första utbrottet, varför det är möjligt att det förekommit utbrott även mellan de ovan angivna åren. Mätning av förändringar i novans ljuskurva tyder på en följeslagare med en omloppsperiod på 2,462 timmar. Ljuskurvans förändringar tros huvudsakligen bero på reflexeffekter hos följeslagarens heta yta möjligen i kombination med partiell förmörkelse av uppsamlingsskivan.